# Lișnea, Drohobîci
Lișnea (în ucraineană Лішня) este localitatea de reședință a comunei Lișnea din raionul Drohobîci, regiunea Liov, Ucraina.

## Demografie
Componența lingvistică a localității Lișnea
     Ucraineană (99,24%)
     Alte limbi (0,63%)
Conform recensământului din 2001, majoritatea populației localității Lișnea era vorbitoare de ucraineană (99,24%), existând în minoritate și vorbitori de alte limbi.